# Соловьёв, Алексей Иванович (Герой Социалистического Труда)
Алексей Иванович Соловьёв — советский хозяйственный, государственный и политический деятель, Герой Социалистического Труда.

## Биография
Родился в 1920 году в деревне Каликино. Член КПСС с 1944 года.
Участник Великой Отечественной войны. С 1947 года — на хозяйственной, общественной и политической работе. В 1947—1980 гг. — тракторист в колхозе имени О. А. Варенцевой, бригадир тракторной бригады колхоза им. XXI съезда КПСС Ивановского района Ивановской области, инженер по механизации животноводческих ферм совхоза «Дружба» Ивановского района.
Указом Президиума Верховного Совета СССР от 23 июня 1966 года присвоено звание Героя Социалистического Труда с вручением ордена Ленина и золотой медали «Серп и Молот».
Умер в селе Васильевское в 1995 году.